# Duck on a Rock
Le Duck on a Rock est le nom anglais d'un jeu enfantin médiéval qui combine tir et adresse.

## Règles du jeu
Une large pierre, appelée duck (en français : canard), est placée au-dessus d'une seconde pierre ou sur une souche d'arbre. Un joueur reste près de la pierre afin d'assurer son maintien : c'est le gardien. Les autres joueurs jettent alors leurs cailloux, tentant de faire tomber la pierre de sa plate-forme. Une fois le but atteint, chaque joueur, excepté le gardien, court récupérer son caillou.
Si l'un des joueurs est touché par le gardien avant d'avoir récupéré son caillou et d'être retourné derrière la ligne de jet, il devient le gardien et s'expose aux prochains tirs de ses camarades.
Le gardien, lui, ne peut essayer de toucher un joueur avant d'avoir remis la large pierre sur sa plate-forme.

## Origine du basket-ball
C'est en 2006 que l'histoire de ce jeu refait surface après la découverte du journal intime de James Naismith, inventeur du basket-ball et professeur d'éducation physique canadien, par sa petite fille. On y apprend que ce dernier jouait à ce jeu lorsqu'il était jeune garçon mais aussi son appréhension « à propos d'un nouveau jeu qu'il vient d'inventer, incorporant les règles d'un jeu enfantin nommé Duck on a Rock ».
Pendant longtemps, le pok-ta-pok, ancien jeu maya, était reconnu comme l'ancêtre du basket-ball, Duck on a rock l'a désormais remplacé.